# 海津市立平田中学校
海津市立平田中学校（かいづしりつ ひらたちゅうがっこう）は、岐阜県海津市平田町にある公立中学校。
旧・海津郡平田町の中学校であり、今尾小学校、海西小学校の児童が進学する。

## 沿革
- 1947年（昭和22年）4月 - 
  - 海津郡今尾町に今尾町立今尾中学校が開校。
  - 海津郡海西村と吉里村が学校組合を結成。組合立吉里中学校が開校。
  - 養老郡池辺村に池辺村立池辺中学校が開校。
- 1948年（昭和23年）9月1日 - 海津郡今尾町、海西村、吉里村、養老郡池辺村で学校組合を結成。今尾中学校、吉里中学校、池辺中学校を統合し、学校組合立今尾中学校となる。今尾町今尾3845の旧制・海津中学校校舎に移転[注釈 1]。
- 1949年（昭和24年） - 海西村の一部（野寺・幡長・勝賀・須賀）の生徒が、長良川対岸の羽島郡桑原村の桑原村立桑原中学校へ通学を始める[注釈 2]。
- 1952年（昭和27年） - 桑原村と海西村で委託教育を契約し、学校組合を結成。桑原村立桑原中学校は羽島郡海津郡学校組合立桑原中学校に改称する。これにより、海西村の一部の生徒は今尾中学校から桑原中学校へ転出する。
- 1954年（昭和29年）
  - 4月1日 - 羽島郡正木村、足近村、小熊村、竹ヶ鼻町、上中島村、下中島村、江吉良村、堀津村、福寿村及び桑原村が合併し、羽島市が発足。羽島郡海津郡学校組合立桑原中学校は羽島市立桑原中学校に改称する。桑原村との委託教育は羽島市に継承され、海西村の一部の生徒は、引き続き桑原中学校に通学する。
  - 11月3日 - 養老郡高田町、養老村、広幡村、上多度村、笠郷村、小畑村、多芸村、日吉村、池辺村、及び合原村の一部が合併し、養老町が発足。旧・池辺村の生徒は引き続き今尾中学校に通学する。
- 1955年（昭和30年）
  - 1月15日 - 高須町、吉里村、東江村、大江村、西江村が合併し、海津町が発足。旧・吉里村の生徒は、引き続き今尾中学校に通学する。
  - 2月1日 - 今尾町と海西村が合併し、平田町が発足。今尾町の一部（平原）は海津町に編入されたことにより、この地区の生徒は海津町立日新中学校へ転出する。
- 1954年（昭和39年） - 新校舎が完成。
- 1979年（昭和54年） - 海津町が学校組合から離脱。旧・吉里村の生徒は日新中学校へ転出する。
- 1980年（昭和55年）4月 - 養老町が学校組合から離脱し、養老郡養老町に養老町立東部中学校が開校。旧・池辺村の生徒は東部中学校へ転出する。同時に組合立今尾中学校は平田町立平田中学校に改称する。
- 1982年（昭和57年） - 現在地に新築移転。
- 1983年（昭和58年）4月 - 平田町立今尾中学校が平田町立平田中学校に改称する。羽島市との委託通学制度を解除し、野寺・幡長・勝賀・須賀地区の生徒は平田中学校に転入する。
- 2005年（平成17年）3月28日 - 海津町、平田町、南濃町が合併し、海津市が発足。同時に海津市立平田中学校に改称する。